# Brussels Airlines
Brussels Airlines (mã IATA = SN, mã ICAO = BEL) là hãng hàng không của Bỉ, trụ sở ở Brussels. Hãng có các tuyến bay tới 50 điểm đến ở 20 nước châu Âu, cũng như các tuyến đường dài tới châu Phi. Hãng cũng có các chuyến bay thuê bao, dịch vụ bảo trì máy bay và huấn luyện phi hành đoàn. Căn cứ của hãng ở Sân bay Brussels.

## Lịch sử
Brussels Airlines được thành lập do sự hợp nhất 2 hãng SN Brussels Airlines (SNBA) và Virgin Express. Ngày 12.4.2005, SN Airholding - công ty mẹ của SNBA - ký thỏa thuận với Richard Branson, cho phép hãng kiểm soát Virgin Express. Ngày 31.3.2006 SNBA và Virgin Express hợp nhất thành một. Ngày 7.11.2006, Brussels Airlines công bố tên mới tại cuộc họp báo ở Sân bay Brussels. Brussels Airlines bắt đầu hoạt động từ 25.3.2007.
Thông qua công ty con Pan African Airlines Leasing Company Ltd, trụ sở ở Mauritius, Brussels Airlines đã góp vốn thành lập hãng airDC của Cộng hòa Dân chủ Congo, trong dó hãng nắm 49% cổ phần và Hewa Bora Airways 51%.
Tháng 4/2008 báo Handelsblatt đưa tin Brussels Airlines đứng hàng đầu trong danh sách các hãng hàng không có thể được Lufthansa mua. Hãng không xác nhận cũng không phủ nhận tin này.

## Các nơi đến
châu Phi
- Angola
  - Luanda
- Burundi
  - Bujumbura
- Cameroon
  - Douala
  - Yaoundé
- Côte d'Ivoire
  - Abidjan
- Cộng hòa Dân chủ Congo
  - Kinshasa
- Gambia
  - Banjul
- Guinea
  - Conakry
- Kenya
  - Nairobi
- Liberia
  - Monrovia
- Rwanda
  - Kigali
- Sénégal
  - Dakar
- Sierra Leone
  - Freetown
- Uganda
  - Entebbe

châu Á
- Israel
  - Tel Aviv

châu Âu
- Áo
  - Viên
- Bỉ
  - Brussels
- Cộng hòa Séc
  - Praha
- Đan Mạch
  - Copenhagen
- Phần Lan
  - Helsinki
- Pháp
  - Lyon
  - Marseille
  - Nice
  - Paris
  - Strasbourg
  - Toulouse
- Đức
  - Berlin
  - Frankfurt
  - Hamburg
  - München
- Hy Lạp
  - Athens
- Hungary
  - Budapest
- Ý
  - Cagliari
  - Catania
  - Bologna
  - Florence
  - Milano
  - Roma
  - Torino
  - Venice
- Na Uy
  - Oslo
- Ba Lan
  - Kraków
  - Warsaw
- Bồ Đào Nha
  - Faro
  - Lisbon
  - Porto
- Nga
  - Moskva
  - Sankt-Peterburg
- Slovenia
  - Ljubljana
- Tây Ban Nha
  - Barcelona
  - Bilbao
  - Madrid
  - Malaga
  - Murcia
  - Palma
- Thụy Điển
  - Göteborg
  - Stockholm
- Thụy Sĩ
  - Geneva
  - Zürich
- Vương quốc Anh
  - Birmingham
  - Bristol
  - London
  - Manchester
  - Newcastle

## Đội máy bay

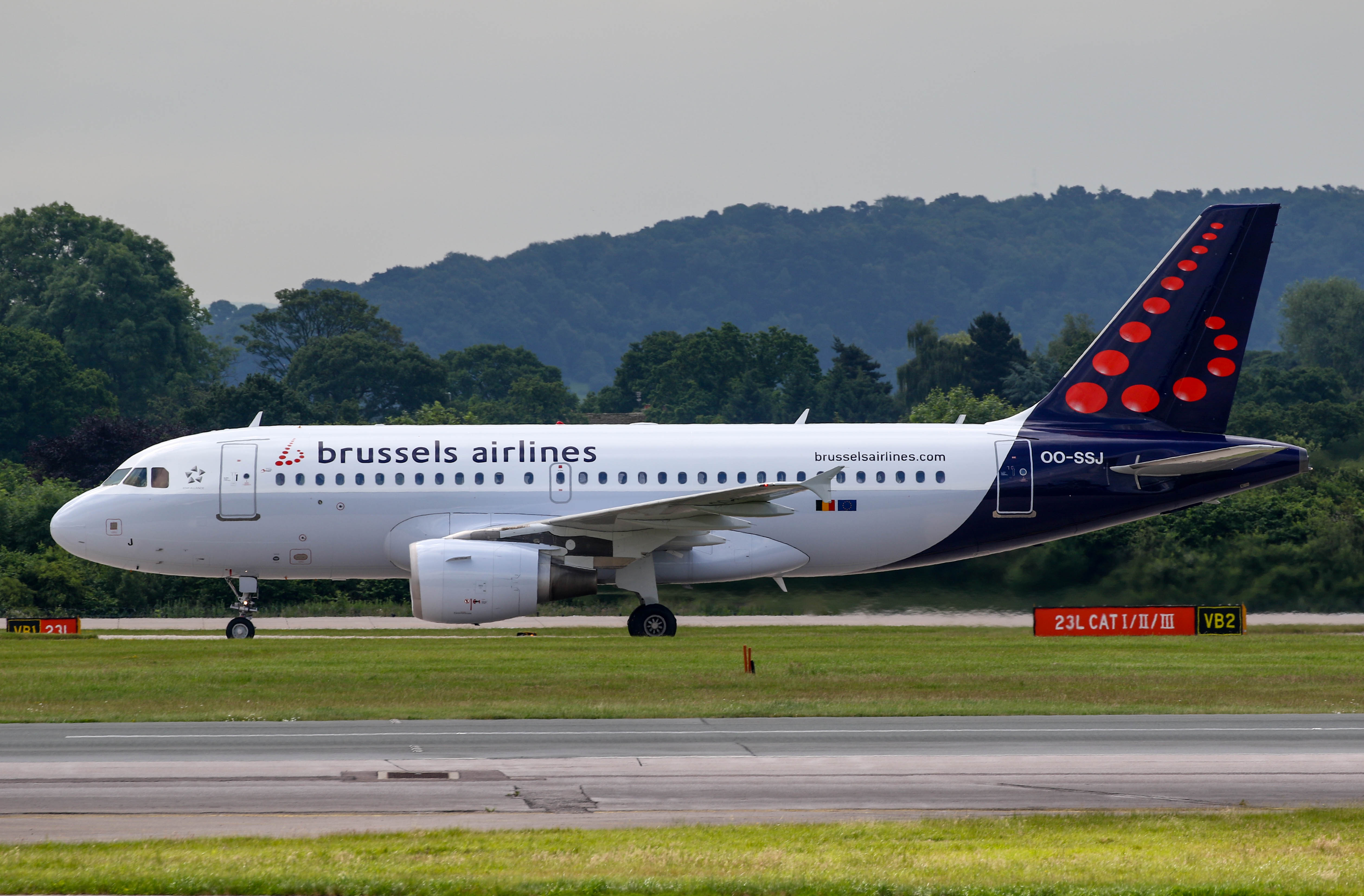
Airbus A319-100

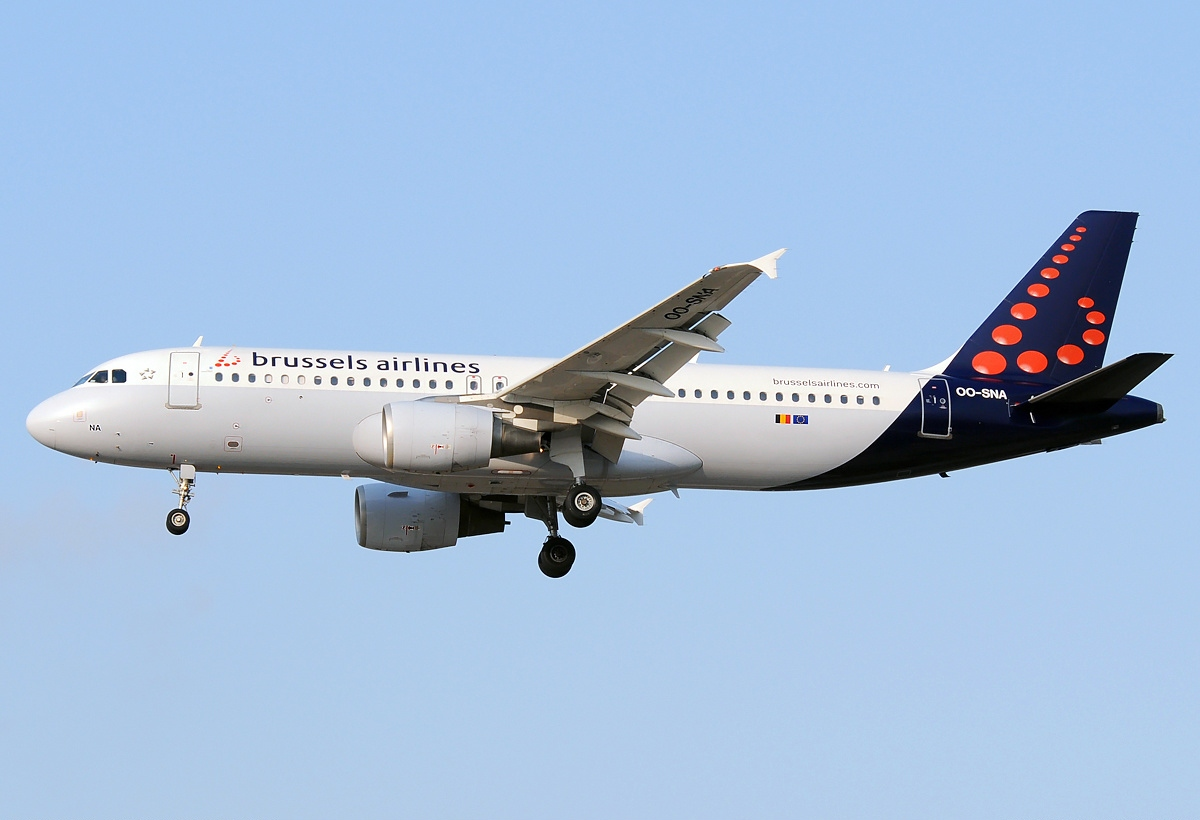
Airbus A320-214

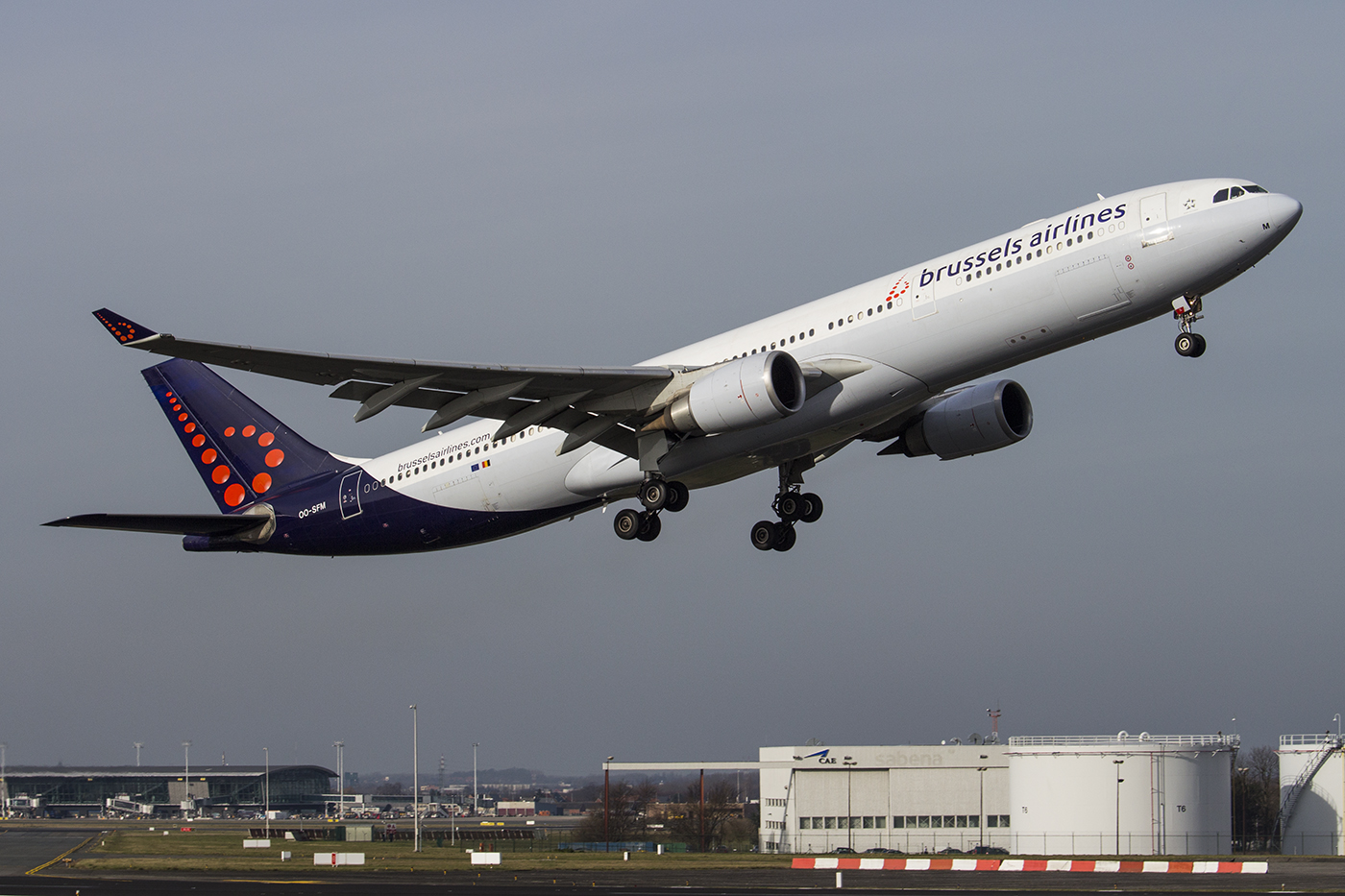
Airbus A330-300

Tính đến tháng 8/2021:
| Máy bay         | Đang hoạt động | Đặt hàng | Hành khách | Hành khách | Hành khách | Hành khách | Ghi chú                            |  |
| Máy bay         | Đang hoạt động | Đặt hàng | B          | E+         | E          | Total      | Ghi chú                            |  |
| --------------- | -------------- | -------- | ---------- | ---------- | ---------- | ---------- | ---------------------------------- |  |
| Airbus A319-100 | 14             | —        | —          | —          | 141        | 141        |                                    |  |
| Airbus A320-200 | 16             | —        | —          | —          | 180        | 180        | 5 chiếc mang màu sơn Belgian Icons |  |
| Airbus A320neo  | —              | 3        | —          | —          | 180        | 180        | Giao hàng từ năm 2023              |  |
| Airbus A330-300 | 8              | —        | 30         | 28         | 225        | 283        |                                    |  |
| Airbus A330-300 | 8              | —        | 30         | 21         | 244        | 295        |                                    |  |
| Tổng cộng       | 38             | 3        |            |            |            |            |                                    |  |

## Thỏa thuận liên danh
Brussels Airlines có thỏa thuận liên danh (codesharing) với các hãng sau:
- Aegean Airlines
- airBaltic
- Air Canada
- Air Malta
- All Nippon Airways
- Austrian Airlines
- Cathay Pacific
- Croatia Airlines
- EgyptAir
- Etihad Airways
- Eurowings
- Hainan Airlines
- Lufthansa
- Royal Air Maroc
- Singapore Airlines
- Swiss International Air Lines
- TAAG Angola Airlines
- TAP Air Portugal
- TAROM
- Thai Airways
- United Airlines